# Наримановское муниципальное образование
Наримановское муниципальное образование — сельское поселение в Тюменском районе Тюменской области Российской Федерации.
Административный центр — деревня Нариманова.

## История
Статус и границы сельского поселения установлены Законом Тюменской области от 5 ноября 2004 года № 263 «Об установлении границ муниципальных образований Тюменской области и наделении их статусом муниципального района, городского округа и сельского поселения».

## Население
| 2010  | 2011  | 2012  | 2013  | 2014  | 2015  | 2016  |
| ----- | ----- | ----- | ----- | ----- | ----- | ----- |
| 1120  | ↗1121 | ↘1098 | ↗1147 | ↘1145 | ↗1225 | ↗1226 |
| 2017  | 2018  | 2019  | 2020  | 2021  |       |       |
| ↘1139 | ↘1108 | ↗1135 | ↗1144 | →1144 |       |       |

## Состав сельского поселения
| № | Населённый пункт | Тип населённого пункта          | Население |
| - | ---------------- | ------------------------------- | --------- |
| 1 | Нариманова       | деревня, административный центр | →1144     |